# Sojuzpushnina
Die Sojuzpushnina (russisch Союзпушнина, Transkription Sojuspuschnina) ist ein russisches Pelzhandelsunternehmen. Lange Zeit mussten alle Pelzfelle, die von der Sowjetunion ausgeführt wurden, über die Sojuzpushnina laufen. Als Einzige veranstaltet sie in Russland Pelzfellauktionen, über viele Jahre war sie der größte Felllieferant der Welt. Sie wurde 1931 als Außenhandelsunternehmen der Sowjetunion gegründet und war bis 2003 ein Staatshandelsunternehmen. Ihr weit überwiegendes Kerngeschäft ist der Handel und der Export von Pelzfellen. Die Hauptstelle des Unternehmens befindet sich in Moskau, das Auktionshaus Pelzpalast, heute eine Nebenstelle, in St. Petersburg.

## Geschichte
Der Osten Russland bis nach Sibirien ist besonders reich an Pelztieren. Für das dritte bis zweite Jahrhundert vor Christus bis ins dritte Jahrhundert nach Christus wird berichtet, dass Zobelfelle als „Skythischer Marder“ aus dem Skythenreich über das Schwarze Meer ausgeführt wurden. Die Eroberung Sibiriens ist nicht zuletzt auf den Wunsch nach dem Besitz der wertvollen Zobelfelle zurückzuführen. Für einige Pelzarten war oder ist Russland der einzige Lieferant, wie Zobel, russisches Feh oder weißen Iltis. Bis zur Schaffung der Sowjetunion fand der russische Welthandel mit Fellen im Wesentlichen derart statt, dass die ausländischen Pelzhändler die verschiedenen russischen Handelsplätze, wie den Pelzhandel auf der Irbit-Messe oder die Pelzmesse in Nischni Nowgorod, besuchten, oder sogar bis zu den Fangplätzen vordrangen, um dort möglichst günstig einzukaufen.
Während des Ersten Weltkrieges ruhte der Fellexport völlig. Mit der Verstaatlichung der russischen Wirtschaft fand dieser Privathandel ein Ende. Ab 1921 begann die russische Regierung die Fellausfuhr zu forcieren, eine der wenigen damaligen Möglichkeiten des Landes, sich Devisen zu verschaffen. Am 28. Januar 1922 wurde von der Nachrichtenagentur ROSTA mitgeteilt, dass der Rat der Volkskommissare angeordnet hat, dass nur das Volkskommissariat für Außenhandel und der Oberste Volkswirtschaftsrat Pelzwerk aufkaufen dürfe. Der Verkauf von Pelzwerk an Personen und Organisationen, die nicht in Beziehung zum Volkskommissariat für Außenhandel standen, wurde verboten.
Am Exporthandel waren in den ersten Jahren der Sowjetunion Genossenschaften und Aktiengesellschaften beteiligt, die ihre Tätigkeit jedoch nicht koordinierten. Die Gesellschaft „Sowpoltorg“ exportierte im Juli 1928 für 62.300 Rubel Rohhäute und für 125.146 Rubel Rauchwaren. In Deutschland beklagte man unter den Einkäufern die damit verbundene „vollständige Anarchie im Sortiment“ der russischen Rauchwaren.  Als man 1926 die Schaffung einer einzigen Auktionsgesellschaft diskutierte, wurde in den Publikationen neben Leningrad (heute wieder Sankt Petersburg) auch Wladiwostok und Archangelsk erwogen.
Seit 1924 erfolgte der Rauchwarenexport durch Puschnogostorg, seit 1929 durch das Puschnosyndikat. Zur Regulierung und Zentralisierung der Neugründung wurde vom Staat im Januar 1930 das All-Union Furs Syndicate geschaffen, am 24. Oktober 1931 dann die Außenwirtschaftsvereinigung EEA (External Economic Association) „Sojuzpushnina“. Mit ihrer Gründung übergab man im Jahr 1931 den Fellexport an ein einziges, neu gegründetes Unternehmen (1937 auch als Sojujawodpuschnina, Vereinigung der Pelzhändler bezeichnet).

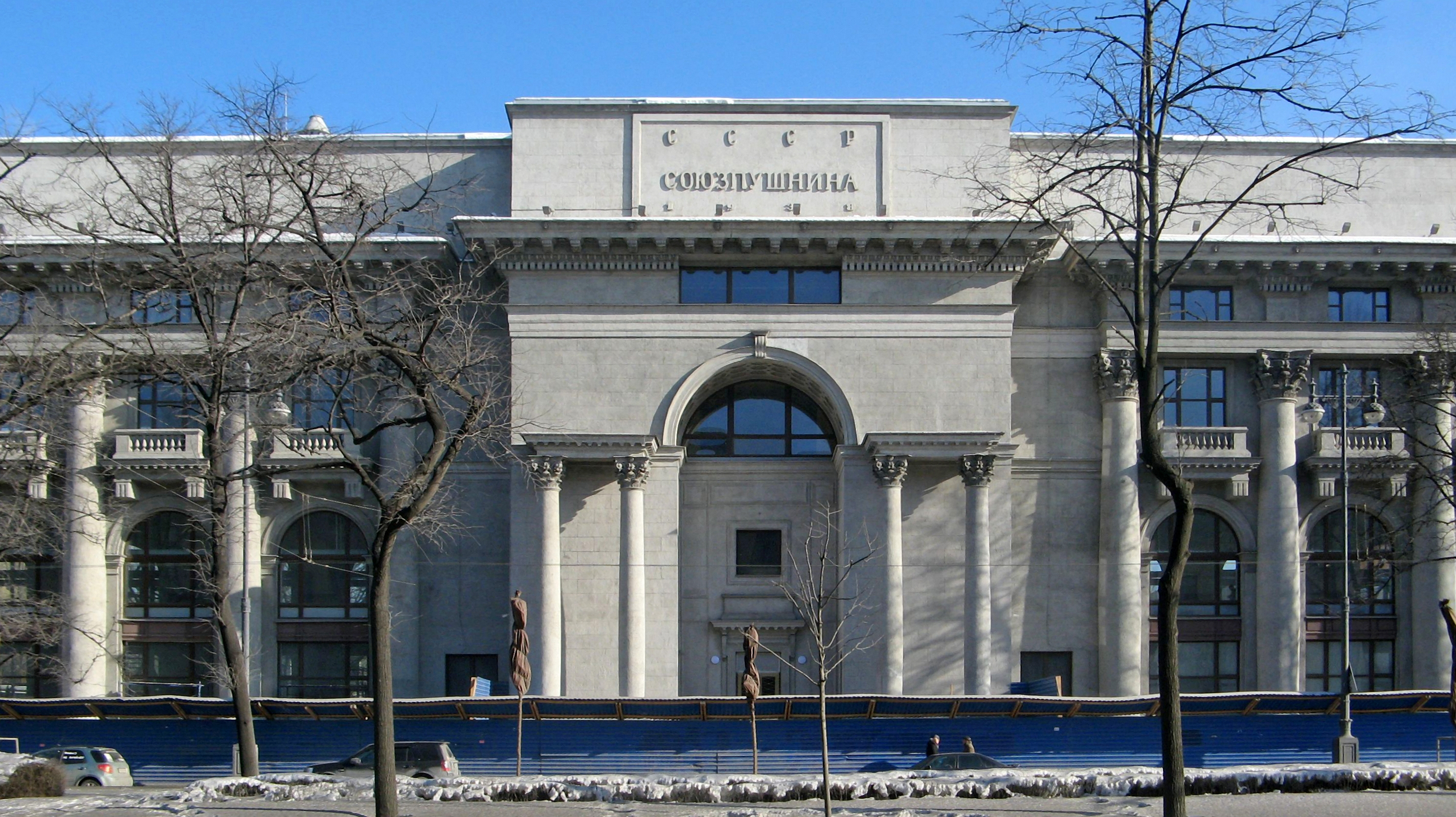
Teilfront des „Pelzpalasts“, des ehemaligen Auktionsgebäudes der Sojuzpushnina (2018)

Die ersten Versteigerungen wurden, in Ermangelung eigener Räume, an historischen Stätten Leningrads abgehalten, unter anderem in der Petersburger Eremitage, im Russischen Museum, im Hotel Astoria, in dem später noch die Festbankette der Gesellschaft stattfanden, und anderen Sälen der Stadt, seit 1939 im neu erbauten Pelzpalast. Die Auktionssprache war anfangs Deutsch, ab der 12. Auktion Englisch. Zum ersten Mal waren auf der 12. Auktion nicht nur die wichtigsten Großhändler, Broker und Rauchwaren-Kommissionäre vertreten, sondern auch Produzenten und Inhaber von Pelzgeschäften, denen bisher der Zugang verwehrt war. Für die Fellsortimente wurden feste Standards geschaffen, deren Einhaltung seitdem als zuverlässig angesehen wird. Der bedeutende Pelzhändler Bernhard Mayer, der bereits die erste Auktion 1931 besucht hatte, war sofort so von der Promptheit der Abwicklung der Auktionen beeindruckt, die weit die in London und Amerika übertraf, so dass er einen Artikel darüber für die von Otto Pohl redigierte Moskauer Rundschau verfasste. In seinen Memoiren berichtete er seine Erfahrungen: „Es bestand die Möglichkeit, Ware, die man am Vormittag kaufte, noch am gleichen Tag per Flugzeug weiter zu expedieren, während man in London für die gleiche Prozedur fünf bis sechs Tage benötigte, also eine Rekordleistung allerersten Ranges. Es kam hinzu, das niemals, auch später nicht, eine Verwechslung oder sonstige Unstimmigkeiten vorkamen.“
Eine nennenswerte Ausfuhr von Pelzkonfektion fand nicht statt. Das zum Teil hochentwickelte Pelzgewerbe des zaristischen Russlands war in der Kriegs- und Nachkriegszeit weitgehend zugrunde gegangen. Lediglich die Menge der zugerichteten Felle nahm beständig zu, so dass die Pelzveredlungsbetriebe um Leipzig im Jahr 1931 darin eine der wesentlichen Ursachen für ihren erheblichen Umsatzrückgang und die damit einhergehende Arbeitslosigkeit der Branche sahen. In Leipzig schätzte man, dass inzwischen über einhundert Fachkräfte nach Russland abgewandert waren, um dort weitere Pelzzurichter und Färber auszubilden. Wie bereits vor dem Ersten Weltkrieg war schon bald nach Kriegsende das Pelzhandelszentrum Leipziger Brühl wieder der wichtigste Stapel- und Umschlagplatz für russische Rauchwaren. Allein auf der Märzauktion des Jahres 1929 wurde dort für 3,6 Millionen Mark Ware umgesetzt, hinzu kamen „gewaltige Umsätze“ der Leipziger Handelsvertretung im freihändigen Verkauf. Leipzig hatte gegenüber dem zweiten großen europäischen Rauchwarenmarkt Garlick Hill in London den Vorteil, dass durch die hier vorhandene bedeutende Pelzveredlungsindustrie auch die geringwertigeren Pelzsorten günstig abgesetzt wurden. Die in Leipzig stattgefundenen, sogenannten „Russenauktionen“ hatten maßgebenden Einfluss auf die Preisbewegung und -gestaltung der gesamten Ware. Die Etablierung der Leningrader Auktionen wurde von den beiden Rauchwarenmärkten Leipzig und London als Bedrohung empfunden, diesbezügliche Boykottaufrufe waren jedoch erfolglos. Im Jahr 1936 wurde der Verkauf der Sojuzpushnina außerhalb Russlands hauptsächlich über Auktionen in London abgewickelt. Der Anteil von in Russland selbst verkauften Fellen hatte sich von 27,5 Prozent im Jahr 1933 auf 86 Prozent im Jahr 1936 erhöht.
Seit 1932 wurde in Leningrad zweimal jährlich eine Auktion veranstaltet, im März und im August, seit 1935 die zweite, bedarfsgerechter, bereits im Juni. Die letzte Versteigerung vor dem Zweiten Weltkrieg, mit einhundert Käufern aus neun Ländern, war im Jahr 1939. Die erste Auktion nach dem Krieg fand im Juli 1947 statt; 90 Teilnehmer aus zehn Ländern waren angereist. Die Teilnehmerzahlen steigerten sich von Jahr zu Jahr. Der Höhepunkt „der Leningrader Auktionsgeschichte und wohl auch ein Höhepunkt des Pelzhandels“ war die Versteigerung im Januar 1966, zu der 336 Teilnehmer aus 24 Ländern kamen. Fast zwei Jahrzehnte lang gab es nur eine Auktion im Jahr, später waren drei bis vier Auktionen üblich.
Der damals hektische Pelzmarkt beruhigte sich wieder, zur 50. Jubiläumsauktion im Oktober 1986 kamen noch 146 Besucher aus 17 Ländern. Den größten Anteil stellte die Bundesrepublik Deutschland mit 34 Teilnehmern, gefolgt von England mit 31, Finnland und die Schweiz mit je 14 und die USA mit 12 Personen. Weitere Interessenten kamen aus Australien, Belgien, der CSSR, Dänemark, der DDR, Frankreich, den Niederlanden, Japan, Kanada, Österreich und Schweden. Auf der Jubiläumsauktion ehrte man Jury Fränkel, der die Festrede hielt, als einen der beiden Rauchwarenhändler, die sämtliche Leningrader Auktionen von Anfang an besucht haben. Auf der 200. Jubiläumsauktion der Sojuzpushnina im April 2016 wurde posthum noch einmal an Fränkel gedacht: „Seine Käufernummer 99 war so legendär wie er selbst“. Das erste Gebot der Persianerauktion ging an den Frankfurter Rauchwarenkaufmann Nachman Daitsch, „einen der wichtigsten und größten Käufer der Leningrader Versteigerungen“. Anlässlich des Jubiläums im Jahr 1986 wurde auch eine Pelzmodenschau gezeigt. Die Fachpresse erwähnte bei dieser Gelegenheit, dass bis dahin noch keine Pelzkonfektion aus russischer Produktion exportiert wurde.
Im Mai 1941 war die Sojuzpushnina EEA als erweiterte Pelzorganisation etabliert worden, die nun Empfangs-, Sortier- und Kühlräume in Moskau umfasste („Pushnoexport“), Astrachan-Zuchten in Buchara und Türkmenabat und Pelzlager in Ljuberzy, Wologda, Charkow, Rostow, Omsk, Nowosibirsk, Krasnojarsk sowie Wladiwostok. Mit dem Näherkommen des Deutsch-Sowjetischen Krieges wurde die Zentrale von Leningrad nach Wladiwostok verlegt. Selbst während des Krieges trug die Sojuzpushnina noch mit 40 Prozent zu den Deviseneinnahmen der Sowjetunion bei, Abnehmer der Felle waren die USA.
Üblicherweise haben die pelzausführenden Länder auch einen hohen Pelzbedarf im eigenen Land, insbesondere sind häufig gerade die Felle gefragt, die nicht im Inland anfallen. Davon war Russland nicht ausgenommen. Vor dem Ersten Weltkrieg waren russische Händler ganz bedeutende Einkäufer, auch auf den Leipziger Messen. Die Sojuzpushnina war in der Zeit der Sowjetunion nicht nur für den Export, sondern auch für die Einfuhr von Rauchwaren zuständig. Wegen der Devisenknappheit dürfte das aber nur noch einen Bruchteil des früheren Umfangs betragen haben. Folgt man den russischen Angaben, dann waren es vor 1981 nur zehn Prozent der anfallenden Felle, die in den Export gingen, der Rest wurde im Land verbraucht. Für Persianer wurde an anderer Stelle angegeben, dass von den jährlich annähernd 6,5 Millionen anfallenden Karakulfellen 2 Millionen in den internationalen Verkauf gelangten.
Das Staatshandelsunternehmen V/O Sojuzpushnina befasste sich seit seiner Gründung im Jahr 1931 hauptsächlich mit dem Export von Fellen der Sowjetunion. Etwa 70 bis 80 Prozent des Exports wurden über die Leningrader Auktionen verkauft. Der gesamte Außenhandel mit Rauchwaren wurde als Monopol über die Gesellschaft abgewickelt. Sie war nicht nur eine der ältesten sowjetischen Außenhandelsorganisationen, sondern hatte auch die umfangreichsten ausländischen Beziehungen. Zur Abwicklung des weltweiten Handels unterhielt die Sojuzpushnina im Jahr 1981 nicht nur in der UdSSR Lagerhäuser, sondern auch in London, Stockholm und West-Berlin. Im jetzt sowjetisch besetzten Leipzig war das Unternehmen seit 1948 wieder, als Sojuspuschnina GmbH firmierend, vertreten. 1960 fand erstmals wieder eine der jetzt jährlichen Leipziger Rauchwarenauktionen nach dem Krieg statt. Die Sojuzpushnina hatte nach ihren Angaben zu der Zeit Geschäftsbeziehungen zu mehr als 2000 Firmen in 60 Ländern. Die Felle wurden von über 6500 Betrieben aus dem gesamten Territorium der damaligen Sowjetunion aufgekauft. Im September 2004 wurde eine chinesische Dependance in Peking eröffnet.
In den 1960er bis 1980er Jahren konnte die Sojuzpushnina ihre führende Stellung auf dem Weltmarkt behaupten. Die 72. Auktion im Januar 1976 wurde das bisher größte Ereignis ihrer Art in der Pelzbranche, über 2,2 Millionen Felle der verschiedenen Arten wurden angeboten und verkauft. Der jährliche Umsatz lag bei 150 Millionen Dollar. Diese große Steigerung war durch die hinzugekommenen Felle aus der stark forcierten Pelztierzucht möglich geworden. Bereits Anfang der 1930er Jahre war Russland mit der Moskauer Zoofarm in Puschkino führend bei der Erforschung zur Haltung von Pelztieren.
Auf der in der zweiten Hälfte des 20. Jahrhunderts weltgrößten Pelzmesse in Frankfurt am Main veranstaltete die Sojuzpushnina regelmäßig einen Modellwettbewerb für Designer, Kürschner und Konfektionäre für die gelungenste modische Umsetzung von Bukhara-Karakulfell, bei dem es einen „Goldenen Samowar“ als Trophäe zu gewinnen gab.
Im Mai 1999 wurde die Sojuzpushnina mit der Umwandlung in eine Aktiengesellschaft teilprivatisiert. Im November 2003 ging sie endgültig in private Hände über, indem der Staat seine Aktienmehrheit abgab. 4.800.134 Namensaktien, die im Besitz des Staates waren, wurden für 1 Rubel pro Aktie versteigert (58,3 Prozent des autorisierten Kapitals).
Eine Beurteilung aus dem Jahr 2001 stellt den seitdem eingetretenen großen Bedeutungsverlust der Sojuzpushnina fest; die Umsätze waren auf etwa 10 Prozent gegenüber dem Jahr 1990 zurückgegangen. Die Ursachen seien mannigfaltig. Zum einen wären es Fehleinschätzungen und die Untätigkeit der ehemaligen Führung gewesen. Eine wichtige Rolle spielte dabei die Tatsache, dass mit dem Beginn der Perestroika die Pelztierfarmen verfielen. 2001 war zwar eine langsame Belebung festzustellen, die Entwicklung der Branche wurde durch eine Reihe von Faktoren behindert. Ein Teil des Problems war darauf zurückzuführen, dass die Pelztierhaltung eine saisonale Industrie ist. Die Tiere werden von Januar bis November gezüchtet, und das Geld aus dem Verkauf ihrer Felle kommt erst im Dezember oder im Januar, und die wenigsten Betriebe hatten genug Eigenkapital, diese Durststrecke zu überstehen. Das Landwirtschaftsministerium hatte zwar inzwischen ein Programm zur Unterstützung der Pelztierhaltung entwickelt, das „wie die meisten staatlichen Programme bei weitem nicht perfekt ist“. Auch wurde von der Pelzindustrie ein Schmuggel von Fellen in größerem Umfang beklagt, der die steuerehrlichen Betriebe nicht mehr wettbewerbsfähig mache.
Im November und Dezember 2010 erwarb die Sojuzpushnina Auction Company Ltd. die Vermögenswerte von Sojuzpushnina CJSC, einschließlich der Markenrechte. Derzeit, Stand 2024, führt die Sojuzpushnina Auction Company Ltd. die Tradition der Durchführung internationaler Pelzauktionen in St. Petersburg fort und besitzt die exklusiven Rechte an der Marke Sojuzpushnina.
Das Büro zog 2019 innerhalb Moskaus um zur 20/1 Podsosensky Pereulok, die Petersburger Adresse blieb bestehen.
Die 226. Internationale Pelzauktion der Sojuzpushnina fand vom 14. bis 15. Mai 2024 in St. Petersburg statt. Sie umfasste eine Kollektion von 168.330 frischen rohen Wildzobelfellen, dazu 1413 rohe und zugerichtete Farmzobelfelle, 12.521 Nerzfelle sowie kleinere Mengen von Baummarder-, Silberfuchs-, Rotfuchs-, Blaufuchs-, Luchs-, Dachs- und Karakulfellen. Von den Wildzobelfellen wurden 76 %, von den Farmzobeln 73 % verkauft.

## Handelswaren

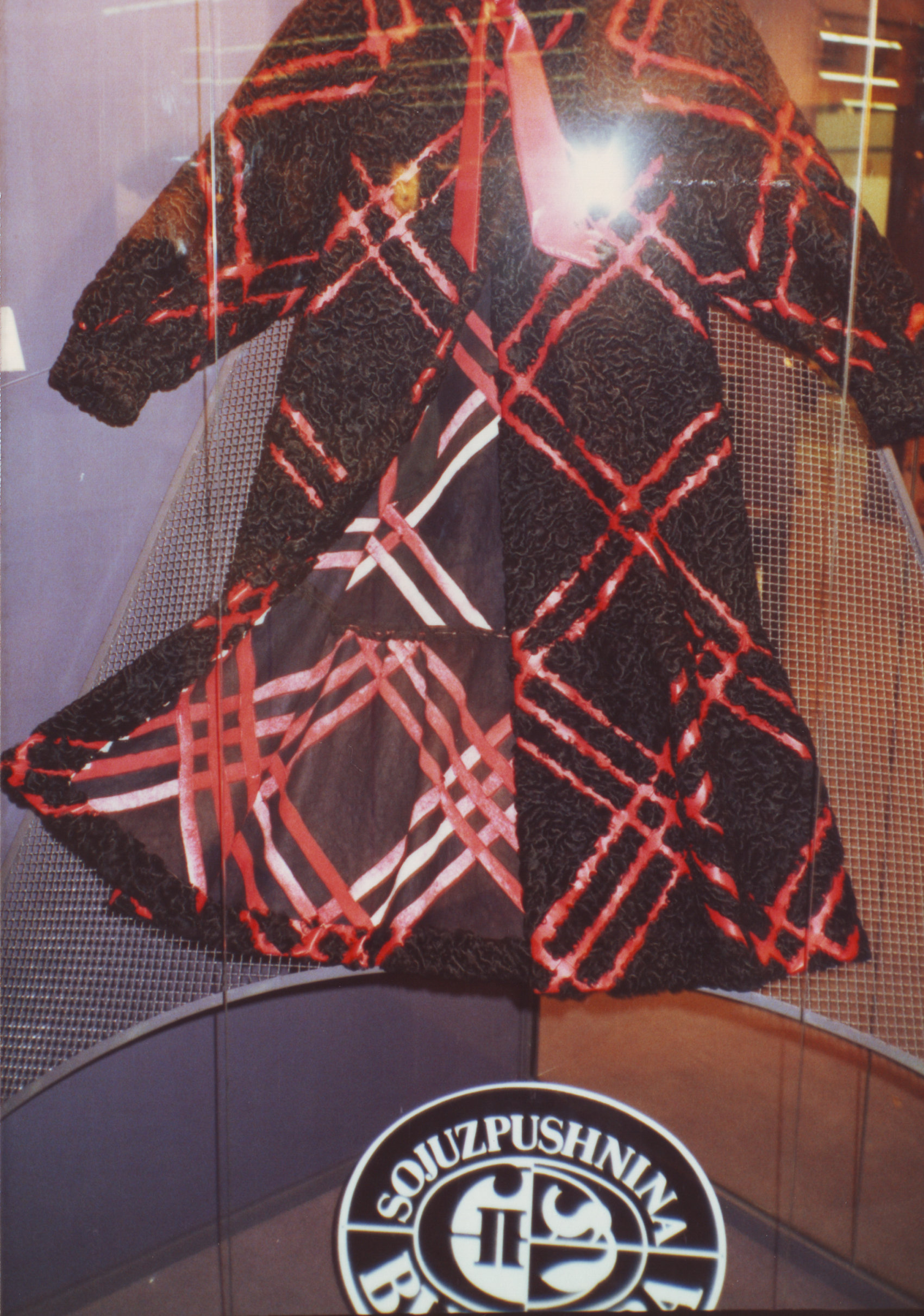
Buchara-Persianermantel auf einer Leistungsschau des Kürschnerhandwerks (1985)

Die beiden Fellarten, die man vor allem mit Russland verbindet, sind Zobel und Persianer. Das Zobelfell wird seit über eintausend Jahren als Kostbarkeit gehandelt. Noch heute ist es der am höchsten bewertete Pelz.
Persianer, das Fell des Karakullamms, kam bis in die erste Hälfte des 20. Jahrhunderts aus der russischen Gegend um die Stadt Buchara sowie aus Afghanistan. Nach dem Zweiten Weltkrieg wurde es in der westlichen Wirtschaftswelt weitgehend von der Swakara genannten Weiterzüchtung aus Namibia verdrängt, die nicht mehr die für Persianer typische kleine Locke aufweist, sondern ein geflammtes, dem Breitschwanz ähnliches, schön gezeichnetes Moiré.
Anfangs waren es, neben Persianer, die Felle von Wildtieren, die in den Handel kamen. Im Jahr 1936 waren die hauptsächlich exportierten Fellarten (82,9 Prozent des Gesamtwerts), Zobel kommt in dieser Aufstellung nicht vor:
Persianer (35,0 %)
Feh (21,0 %)
Rotfuchs (10,0 %)
Hermelin (3,7 %)
Weißfuchs (3,1 %)
Fohlen (2,5 %)
Kolinsky (1,5 %).
Rotfuchs, Weißfuchs, Hermelin, weißer Iltis (Steppeniltis) und Kolinsky wurden ausschließlich als Rohfelle ausgeführt. Auch zugerichtet und gefärbt verkauft wurden Feh (75 %, als Pelzhalbfabrikate, getrennt in Fehwammenfutter und Fehrückensäcke), Persianer (40 %) und Fohlen. Weitere Fellarten waren weiße und graue Hasen, Murmel, Lamm, Zobel, Krimmer, schwarzer (europäischer) Iltis, Luchs und Nerz.
Mit der Gründung der Sojuzpushnina begann man auch in Russland Pelztiere in Farmen zu halten. Begonnen wurde in kleinem Umfang mit Zobel und Nerz. Die Felle wurden unter ihren russischen Namen als eingetragene Marken gehandelt, Zobel als Sobol, Nerz als Norka und die Persianer nach ihrer Urheimat als Bukhara. 1960 war man nach Einführung eines umfassenden Zuchtprogramms so weit fortgeschritten, dass man alle ursprünglichen Farben des Nerzes, sowie einige der neu entstandenen Mutationsfarben, anbieten konnte. Um 1961 war Russland der weltgrößte Nerzfellproduzent. Zu der Zeit kamen aus russischer Zucht außerdem Blau-, Silber-, Rot- und Platinfuchsfelle, Iltis-, Waschbär-, Nutria- und Kaninfelle.
Zeitweilig übernahm man auch den Vertrieb von Fellen aus der Mongolischen Volksrepublik und Korea, von Nutria aus Polen, Nerz und Blaufuchs aus Finnland, afghanischem Karakul und norwegischem Seal.
Für ausgewählte Karakulfelle wurde 1967 der Begriff „Buchara“ als Markenname eingeführt, 1971 „Sobol“ für echte russische Zobelfelle.
Im Jahr 1981 handelte die Sojuzpushnina neben Fellen und vielen anderen Produkten auch Leder, Kunstleder und Knochenleim.

## Der Pelzpalast

Jury Fränkel zur Auktion im Pelzpalast
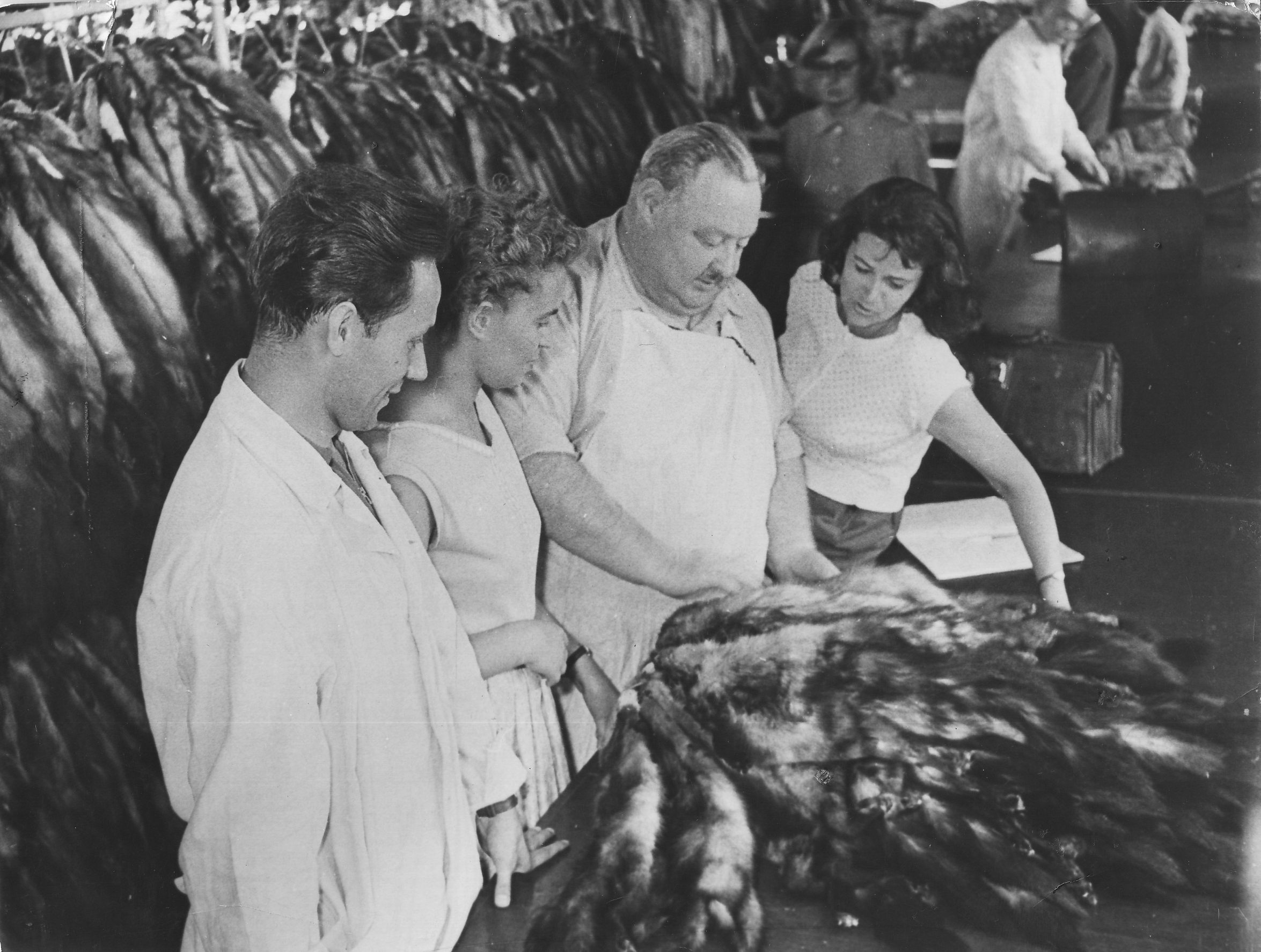
Vorbesichtigung der Felle
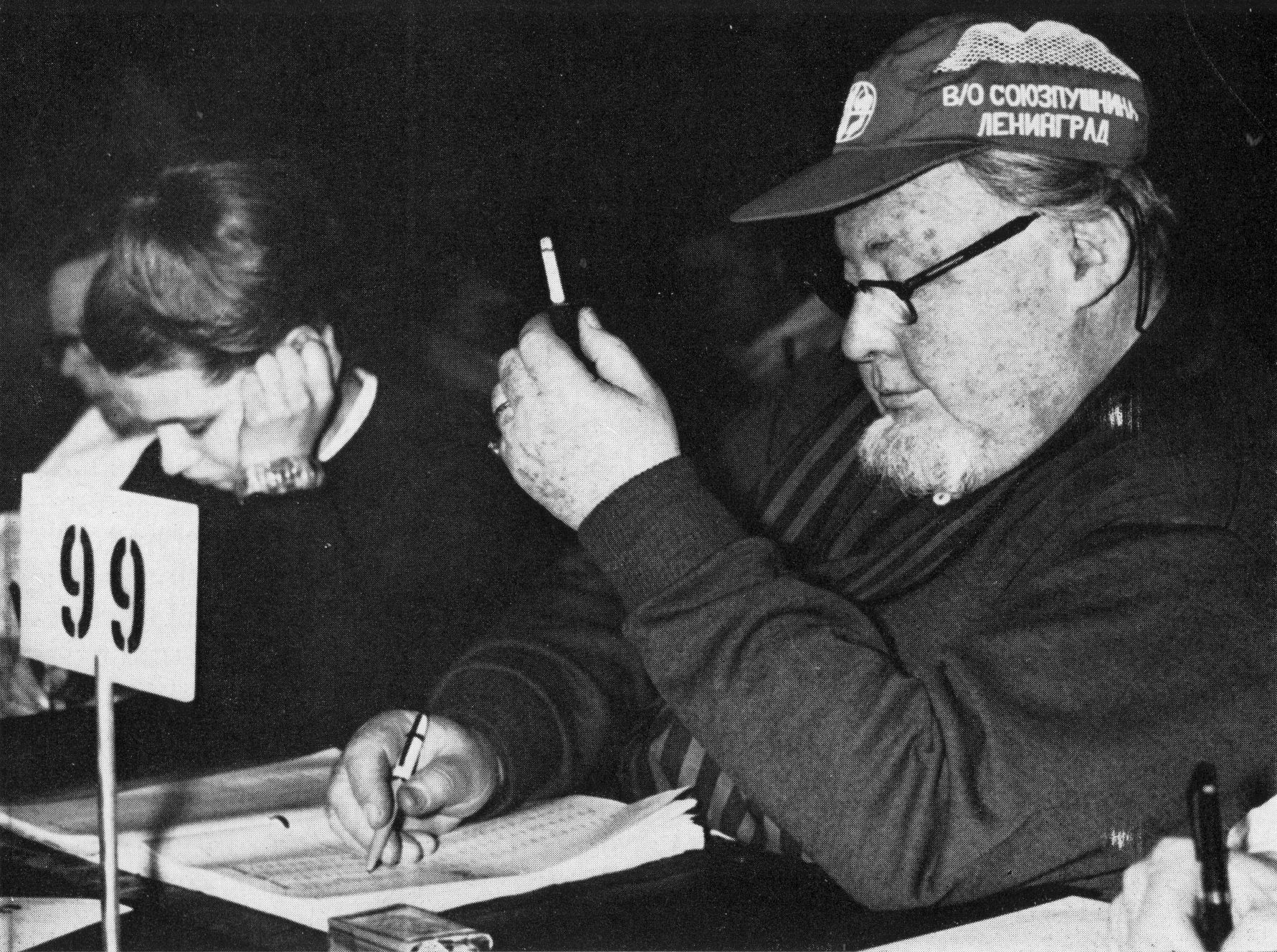
Während der Auktion

Im 1939 eröffneten Petersburger, damals noch Leningrader, Pelzpalast sind alle Dienstleistungen für die Pelzauktionen unter einem Dach vereint, von der großen Auktionshalle bis zu Räumen für die Lagerung, Sortierung und Begutachtung der Felle. Im selben Jahr fand dort die erste Pelzauktion mit 78 Teilnehmern aus elf Ländern statt, am 2. März 1931 erhielt der erste Käufer den Zuschlag.
Der Pelzpalast liegt am St. Petersburger Moskowski-Prospekt. Den Mittelpunkt des großen dreistöckigen Hauses bildete der halbrunde Auktionssaal mit Platz für dreihundert Besucher. In den großen angrenzenden Sälen wurde bereits einige Tage vorher die zur Auktion kommende Ware ausgestellt. Im Jahr 1962 gab die russische Post eine der Sojuzpushnina gewidmete sechs Kopeken Briefmarke heraus, auf der neben einem Hermelin das Auktionshaus in künstlerischer Darstellung abgebildet ist.
Das monumentale Gebäude mit 25.000 Quadratmeter Nutzfläche auf dem Moskowski-Prospekt steht seit etwa 2001 leer und wartet auf den Abschluss einer groß angelegten Umgestaltung. Das Rekonstruktionsprojekt wurde vom „Design-Design Bureau nach WS Fialkowski“ entwickelt und von Sodis stroi durchgeführt. Geplant war die Platzierung des Büro- und Bankzentrums und des Hauptsitzes der Bank „Senit“. Gleichzeitig sollte das äußere Erscheinungsbild des Gebäudes erhalten bleiben, die wesentlichen Änderungen betrafen nur die Innenräume. Die Arbeiten begannen im Jahr 2015 und sollten bis zum Sommer 2016 abgeschlossen sein, jedoch war das Gebäude war im Sommer 2018 noch nicht fertig.

## Zahlen, Fakten
- Von 1930 bis 1934 war Boris Belenki Präsident des Puschnosndikats, dann der Sojuzpushnina. Von 1927 bis 1930 war er zuvor stellvertretender Handelsvertreter in Berlin gewesen.[8]
- 1934 folgt als neuer Präsident Artur Karlowitsch Staschewsky.[8]
- 1936 neuer Präsident S. Maschkewitz.[8]
- Gegen Ende 2018 wurde Alexey Plekhanov zum Direktor ernannt, der vorher den Posten des stellvertretenden Direktors innehatte.[27]
- Gegen Ende 2019 wurde im Rahmen großer Veränderungen innerhalb des Unternehmens Vitaly Ivanidi zum Direktor von AC Sojuzpushnina Ltd. in St. Petersburg ernannt. Die vom Management des ehemaligen Auktionshauses Sojuzpushnina gegründete Auktionsgesellschaft LLC RusPushnina in St. Petersburg wird unter anderem von den Vorständen Arkadiy Revzin und Alexy Plekanov verantwortet.[28][29]
- Ende November 2023 beendete Elena Schmatova, bisherige Generaldirektorin, ihre Tätigkeit.
- Am 1. Dezember 2023 übernahm Vladimir Vinichenko, seit April 2023 bei Sojuzpushnina, das Amt des Generaldirektors.[30]